# 富岡ありさ
富岡 ありさ（とみおか ありさ、1996年2月3日 - ）は、日本のAV女優。千葉県出身。ライフプロモーション所属。

## 略歴
社会人経験の後、2022年6月10日、プレステージ「KANBi」レーベルからリリースされた『うぶなハニカミは甘い誘惑。経験人数 たった一人 旦那しか男を知らない保育士の人妻 富岡ありさ30歳 AVデビュー』でAVデビュー。

## 人物
趣味は旅行に行って写真を撮ること。美容グッズやコスメにも関心が高い。特技は料理で、グラタンが得意。お酒はビールやワイン、ウィスキーを楽しむ。初体験は18歳の時、2歳年上だった当時の彼氏と。

## 作品

### アダルトDVD
- うぶなハニカミは甘い誘惑。経験人数 たった一人 旦那しか男を知らない保育士の人妻 富岡ありさ30歳 AVデビュー（6月10日、KANBi）
- 部屋連れ込み隠し撮りSEX そのまま勝手にAV発売 11（8月19日、DOC）

- 「忘れさせて（彼氏を）…」 強がってるけど彼氏にフラれて…寂しくて、ナンパ師について行っちゃった女の子。 美容部員：ありさ（3月7日、ナンパJAPAN）
- 立ちバック露出 スレンダー巨尻美女を＃公園＃駐車場＃屋上＃ホテル… 後ろから突きまくって膝ガックガク性交（3月23日、SUN）
- お尻のきれいな素人お嬢さん! 絶対入れないんで、パンティ越しに股間こすり合わせてみませんか? 恥ずかしいのか発情してるのか、頬は真っ赤でパンティはグチョグチョ! 勝手に生チンポロリして先っぽ3cmめり込むくらいグリグリ! 「あっだめっ、、入っちゃいそう… ぬぷぅっ!」（3月24日、赤面女子）
- 「乳首… 敏感なんで…」 むっつりスケベなお嬢様は敏感ボディ。富岡ありさ（4月4日、S-Cute）
- マジックミラー号 ハードボイルド デカチンの先っぽ3cmだけを挿入する過激な膣ケアエクササイズで敏感な膣口を刺激され続けるとご無沙汰妻は膣奥まで欲しくなってしまうのか!? 久々の快感にイキ捲る性欲爆発SEXは中出し1発だけでは終わらない! 4（4月20日、サディスティックヴィレッジ）
- 寝取らせ検証『夫婦のセックスを記念に残すはずが代役との疑似SEXに…』プライベートAV制作で他人棒をオマ○コに擦られ続けた妻はその後浮気してしまうのか? VOL.10（5月11日、コスモス映像）
- 素人いじめられたい女子 中田氏の中出しコンサル会社勤務 ありさ 25歳 むっつりスケベマン汁垂れ流しエロ子! 一度抱いたら病みつきFカップ淫ボディ 基本ノーブラ + たまにノーパン変態女!（5月11日、プラム）
- 侵入者に媚薬まみれのディルドオナニーを強要されイキ狂う女子大生（6月22日、ナチュラルハイ）
- イルミネーションを見に来ていた冬休み中の女子大生さん 「半裸で移動販売してみませんか?」お客さんにバレないよう10分おきに過激になる下半身イジられミッションに耐えられるか!?（6月22日、SODクリエイト）
- ギラギラ太陽! エロ眩しい水着! 湘南ビーチのWビキニ美女が何度も射精させるほど高額賞金GET! 連続射精チャレンジ! 精子を搾り取るためにすんごいエロテク発動ww ハーレムエチエチ逆3P // キツキツ桃色おま○こ生挿入! 「生ならいっぱいイケるよね」SP（7月28日、赤面女子）
- 近親 夜這いじゃぁ 生中出し 4 (撮り下ろし)（8月10日、プラム）
- 潮吹きマジックミラー号 ド素人女子大生が過激ビキニで初めての潮吹き連続イキ! オイルマッサージで勝手に指を入れられ感じた押しに弱いオマ◎コはハメ潮も吹いちゃう?（8月10日、ナチュラルハイ）
- ちん舐め個撮 ハーレムおしゃぶり円光2 チ〇コに吸いつくWくちマ〇コ どぴゅどぴゅ精子ヌキヌキSP（10月24日、S級素人）
- 乳首もチ○コも攻められたい! 素人M男くんの願望を叶える甘サド痴女娘!! 富岡ありさ（12月20日、プラネットプラス/七狗留）

- 濡れてテカってピッタリ密着 神競泳水着 富岡ありさ  可愛い女子の競泳水着姿をじっとりと堪能着替え盗撮から始まり貧乳から巨乳にパイパン、ハミ毛、ジョリワキ等のフェチ接写やローションソーププレイや競泳水着ぶっかけ等を完全着衣で楽しむAV（1月11日、親父の個撮）
- 卑猥な舌使いで義父を誘惑するおしゃぶり大好き欲求不満妻 富岡ありさ（2月6日、KSB企画/エマニエル）

### アダルト動画配信
- 【初撮り】【人妻】【建前上手な真正ドスケベ】経験浅めな清楚系人妻が登場! 男優の絶え間ない激しい腰使いに魅せられ淫靡に乱れる! ネットでAV応募→AV体験撮影 1823 アリサ 28歳 保育士（5月7日、シロウトTV）
- ラグジュTV 1580 高橋佳代 30歳 保育士 『プライベートでは出来ないようなセックスがしたくて…』新婚人妻がご主人に勧められてAV出演！三十路を迎えヒートアップする性欲を抑えきれない美人妻が、男優と汗だく濃厚セックスを繰り広げる！（6月29日、ラグジュTV）
- 【即ハメ × 生ハメ × 激シコ3コンボ】既婚者でありながら旦那の公認を得てセフレ量産&ワンナイトセックスを繰り返す肉食妻が登場!! 部屋に入るなり前戯なし・シャワーすら浴びずいきなりの即ズボ!! 何度もひたすらにお互いの性器をぶつけあう野生的セックス!! ＜エロい娘限定ヤリマン数珠つなぎ!! ～あなたよりエロい女性を紹介してください～110発目＞ りさ 26歳 歯科衛生士（7月4日、プレステージプレミアム）
- マジ軟派、初撮。1827 ありさ 23歳 人材派遣会社の事務  浮気なんて一度もしたことのない真面目美人にAVの撮影交渉! 謝礼に流され男優のテクと巨根に翻弄されまん汁ダラダラで喘ぎまくる!「優しいSEXより激しい方が好きかも…♪」（7月17日、ナンパTV）
- 【色っぽ童顔のムチ尻耳かきリフレ嬢と浴衣着衣SEX】耳かき店の人気小町とプラベ店外! 奉仕精神満点の乳首オイルマッサージ × 癒しの授乳手コキ! ムチムチのデカ尻スパンキングでMッ気開花の首絞めピストン!【あまちゅあハメREC＃りさ＃耳かき小町】（9月20日、MOON FORCE）
- おっとり童顔お姉さんのねちっこい乳首責め! オ●ンチンをイジメながら愛液溢れるマ●コ擦り付けて自分も気持ちよくなっちゃうスケベっぷりに1回戦じゃ終われない連続中出し! #037 ありさ（10月28日、ドキュメントdeハメハメ）

- 【欲求不満】【抱き心地最高BODY】壊れるくらい激しいSEXがしたくて出演を決意したアラサーちゃん! 彼氏とのセックスに不満な美女の濡れ過ぎ敏感マ◯コをデカチンで寝取る!! スパンキングに瞳を潤ませて他人棒に舌を這わせる恍惚の表情にフル勃起間違いなし!! 全力ピストンで膣奥を叩きまくってノックアウト!!!【アラサーちゃん。15人目 友美さん】（2月5日、Jackson）
- ありさ（2月26日、しろうとちゃん。）
- 富岡さん（3月1日、Cullet）
- ありささん (oreco258)（3月11日、俺の素人-Z-）
- ありさ (scute1336)（3月18日、S-Cute）
- ありさ 2 (scute1337)（3月26日、S-Cute）
- 岡本りさ（6月22日、東京恋人）
- ありさ & かよ (oreco376)（7月19日、俺の素人-Z-）
- ありさ (hdom001)（8月12日、人妻さん）
- A169ちゃん & C169ちゃん（11月10日、蜃気楼）

- ありさ（2月9日、暗暗）
- 顔出し【個人撮影】激カワのおっぱいちゃんとアレしてアレまでして来ちゃいました。※清純そうに見えて激しいのが好きなスケベなオマ○コでしたw（2月25日、インディ）

### デジタル写真集
- 蜜会 小春日和 富岡ありさ（2023年3月22日、プランドール、撮影：合田好宏）
- 蜜会 準備はできております… 富岡ありさ（2023年3月22日、プランドール、撮影：合田好宏）
- 君が望むままに【グラビア写真集】富岡ありさ（2023年5月19日、プレステージ出版、撮影：渡辺凌）
- 君が望むままに【ヌード写真集】富岡ありさ（2023年5月19日、プレステージ出版、撮影：渡辺凌）

## 出演

### テレビ番組
- ビ〜チ9（2022年8月、テレビ埼玉） - 恋渕ももなと共にマンスリーゲスト

### 映画
- 誘惑つとめ口 名器のおしごと（2023年9月8日、オーピー映画）[2] - 監督:渡邊元哉、共演:真矢みつき、しじみ (女優)、及川大智、小滝正大